# Videle
Videle est une ville du sud de la Roumanie, dans le județ de Teleorman.